# フロートー
フロートーまたはフロート（ドイツ語: Vlotho, ドイツ語発音: [ˈfloːto] ( 音声ファイル)、低地ドイツ語: Vläote, Vläothe, Vleode, Vlauthe）は、ドイツ連邦共和国ノルトライン＝ヴェストファーレン州デトモルト行政管区のヘルフォルト郡に属す市である。オストヴェストファーレン地方に位置する同郡東部のヴェーザー川に面した、人口約 2万人の小都市である。フロートーは1968年からルフトクアオルト（空気の清浄な保養地）に指定されている。

## 地理

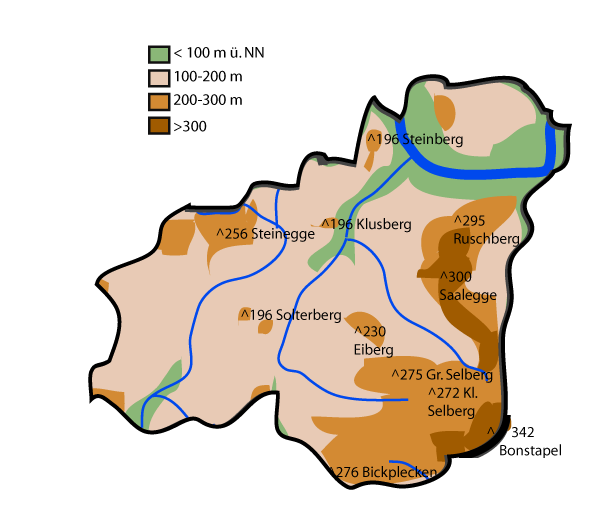
フロートーの高度分布図

### 位置
本市は、ポルタ・ヴェストファーリカから南に 10 km に位置する。西および北はラーフェンスベルガー丘陵、南はリッパー山地の移行部にあたり、東はヴェーザー川の谷に面している。東から流れ込んだヴェーザー川はフロートー付近で流路を北向きに変え、市北東部のウッフェルンをその他の市域から分離している。市内の最高地点は、市南東部に位置するボンシュターペルの海抜 342 m である。また中心街の北西、ヴェーザー川に面して丘陵の頂であるアムトハウスベルク (141 m) がある。最も低い地点は、市北東部のヴェーザー川が市域から離れる地点で、海抜 49 m である。前述のボンシュターペルにその近隣の峰であるネッテルベルク (304 m)、ザーレッゲ (300 m)、ルシュベルク (294 m)、ビックプレッケン (276 m) を合わせて、ヘルフェルト郡の高い山トップ 5 がフロートーにある。こうした山からはいくつかの小川が湧出している。フロートーを流れる流域面積 10 km2 を超える川は以下の通りである: グリムケ川、リンネンベーケ川、ミッテルバッハ川、ボルステンバッハ川、フォレレンバッハ川、ザルツェ川。これらの川は主に市内の周縁部をヴェレ川またはベーガ川の方向へ流れるが、フォレレンバッハ川とリンネンベーケ川だけは市内中心部を直接ヴェーザー川に向かって流れている。

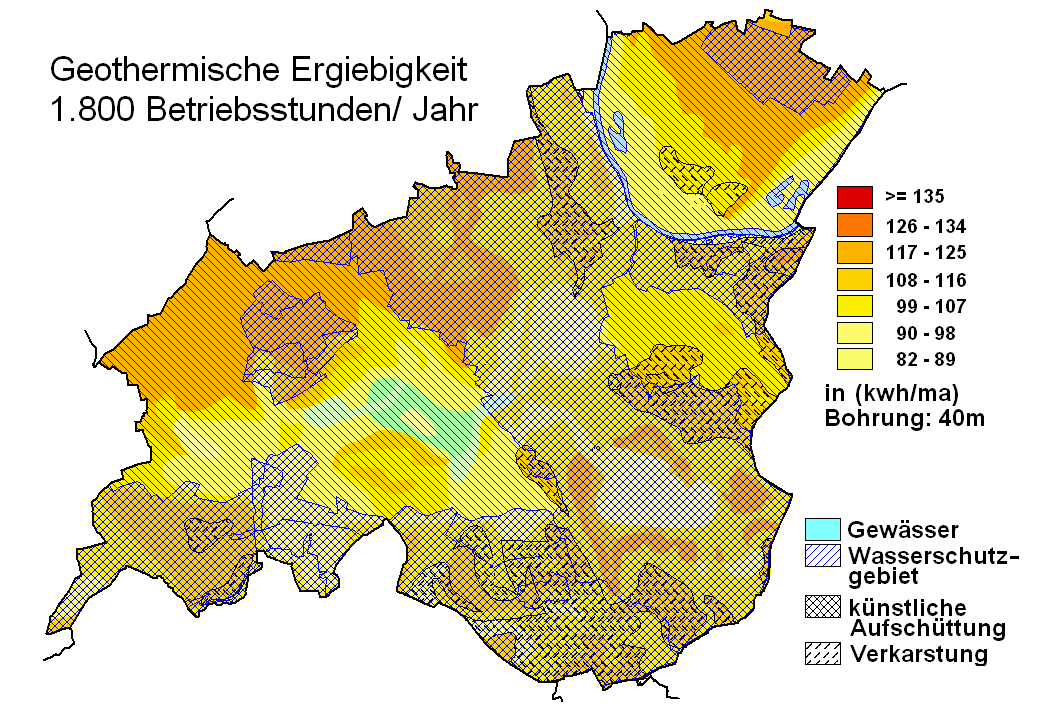
フロートーの地熱分布図

### 地質学
フロートーは三畳紀あるいはジュラ紀初期の粘土、泥灰岩、砂岩の基盤上に位置している。造山活動によってこの地域には数多くの鞍部、盆地、地塁、地溝、小さな地塊が形成された。ヴェーザー川沿いや市域南部には、氷成粘土、川砂利、肥沃な黄土といった氷河時代の岩石・土壌が見られる。黄土はラーフェンスベルガー丘陵に属す市西部にも広がっている。この地域ではカルスト化によってかなり大規模な土地の陥没が起こった。
地熱ゾンデや熱ポンプによる地熱採取を用いた地熱利用に関する能力はフロートー内でも場所に大きく依存しており、向いている場所もあれば全く不適当な場所もある。

### 市域の広がりと土地利用
フロートー市の総面積は 76.92 km2 である。南北および東西の最大幅はともに約 13 km である。
| 土地利用   | 農業用地 | 森林    | 住宅・産業用地 および空き地 | 交通用地 | 水域   | スポーツ用地 および緑地 | その他 |
| ---------- | -------- | ------- | --------------------------- | -------- | ------ | ----------------------- | ------ |
| 面積 (km²) | 50.46    | 10.31   | 9.32                        | 4.38     | 1.15   | 1.00                    | 0.30   |
| 占有率     | 65.59 %  | 13.40 % | 12.11 %                     | 5.69 %   | 1.49 % | 1.30 %                  | 0.39 % |

### 隣接する市町村
フロートーは、西はヘルフォルト郡のヘルフォルトおよびレーネ、北はミンデン＝リュベッケ郡のバート・エーンハウゼンおよびポルタ・ヴェストファーリカ、東と南はリッペ郡のカレタール、レムゴーおよびバート・ザルツウフレンと境を接している。

### 市の構成
フロートーは基本条例§2 に従い、以下の4地区で構成されている。
| 地区           | 人口（人） 2013年6月30日現在 |  |
| -------------- | ---------------------------- |  |
| エクスター     | 2,884                        |  |
| ウッフェルン   | 3,593                        |  |
| ヴァールドルフ | 5,591                        |  |
| フロートー     | 6,985                        |  |
| 計             | 19,053                       |  |

フロートー地区以外の各地区は、その名称の前に「フロートー＝」をつけて表現される。

### 気候
フロートーは、海洋性気候から大陸性気候に移行する中欧に位置する事や、西や北のラーフェンスベルガー丘陵から東のヴェーザー川の谷に移行する地形によって、その気候を決定づけられている。この地域は基本的に大西洋の亜海洋性気候に属すが、大陸性気候の影響も受けている。冬は大西洋の影響により穏やかであり、夏は適度な厚さがある。降水は年間を通して比較的一様に降る。年間平均気温は 8.5 ℃で、高地ではこれよりも 0.5 ℃程度低く、ヴェーザー川の谷では 0.5 ℃ほど高い。平均年間降水量は約 750 mm である。
以下に長期測定の平均値を示す。降水量以外の気象データは使えなかったため、隣接するヘルフォルト市のデータを表示した。ヘルフォルトの高度はフロートーよりも 40 m ほど低いことを考慮する必要がある。
| フロートーまたはヘルフォルトの気候 | フロートーまたはヘルフォルトの気候 | フロートーまたはヘルフォルトの気候 | フロートーまたはヘルフォルトの気候 | フロートーまたはヘルフォルトの気候 | フロートーまたはヘルフォルトの気候 | フロートーまたはヘルフォルトの気候 | フロートーまたはヘルフォルトの気候 | フロートーまたはヘルフォルトの気候 | フロートーまたはヘルフォルトの気候 | フロートーまたはヘルフォルトの気候 | フロートーまたはヘルフォルトの気候 | フロートーまたはヘルフォルトの気候 | フロートーまたはヘルフォルトの気候 |
| 月 | 1月                                | 2月                                | 3月                                | 4月                                | 5月                                | 6月                                | 7月                                | 8月                                | 9月                                | 10月                               | 11月                               | 12月                               | 年                                 |
| --- | ---------------------------------- | ---------------------------------- | ---------------------------------- | ---------------------------------- | ---------------------------------- | ---------------------------------- | ---------------------------------- | ---------------------------------- | ---------------------------------- | ---------------------------------- | ---------------------------------- | ---------------------------------- | ---------------------------------- |
| 日平均気温 °C （°F） | 1.9 (35.4)                         | 2.4 (36.3)                         | 5.4 (41.7)                         | 8.6 (47.5)                         | 13.4 (56.1)                        | 15.9 (60.6)                        | 18.0 (64.4)                        | 17.7 (63.9)                        | 14.0 (57.2)                        | 9.9 (49.8)                         | 5.5 (41.9)                         | 3.2 (37.8)                         | 9.7 (49.5)                         |
| 降水量 mm （inch） | 69.2 (2.724)                       | 51.3 (2.02)                        | 62.8 (2.472)                       | 59.4 (2.339)                       | 71.6 (2.819)                       | 82.1 (3.232)                       | 74.9 (2.949)                       | 71.6 (2.819)                       | 67.0 (2.638)                       | 55.2 (2.173)                       | 67.9 (2.673)                       | 79.2 (3.118)                       | 812.2 (31.976)                     |
| 平均月間日照時間 | 50.0                               | 76.0                               | 106.0                              | 158.0                              | 212.0                              | 193.0                              | 203.0                              | 204.0                              | 134.0                              | 106.0                              | 55.0                               | 38.0                               | 1,533.5                            |
| 出典：ドイツ気象庁 (DWD)、平均気温: ヘルフォルト（1971年- 2000年）、降水量: フロートー＝ヴァールドルフ（1961年 - 1990年）、日照時間: ヘルフォルト（1971年 - 2000年） |                                    |                                    |                                    |                                    |                                    |                                    |                                    |                                    |                                    |                                    |                                    |                                    |                                    |

## 歴史

### 黎明期
ウッフェルン市区の旧い砂利採取場からの出土品は、フロートーおよびその周辺地域では、遅くとも中石器時代（紀元前 4000年頃）から定住がなされていたことを示している。隣接するバート・ザルツウフレンでのゲルマン人の居住地跡（ヴュステン地区、紀元後 200年頃）の発見は、1933年に発見されたウッフェルナー・ブーンの墳丘墓（紀元前2000年から3000年頃）と同様に別の定住の証拠である。また、ヴェーザー川左岸に位置する現在のフロートー市内で発見された紀元前700年頃の別の墓もこれを支持している。

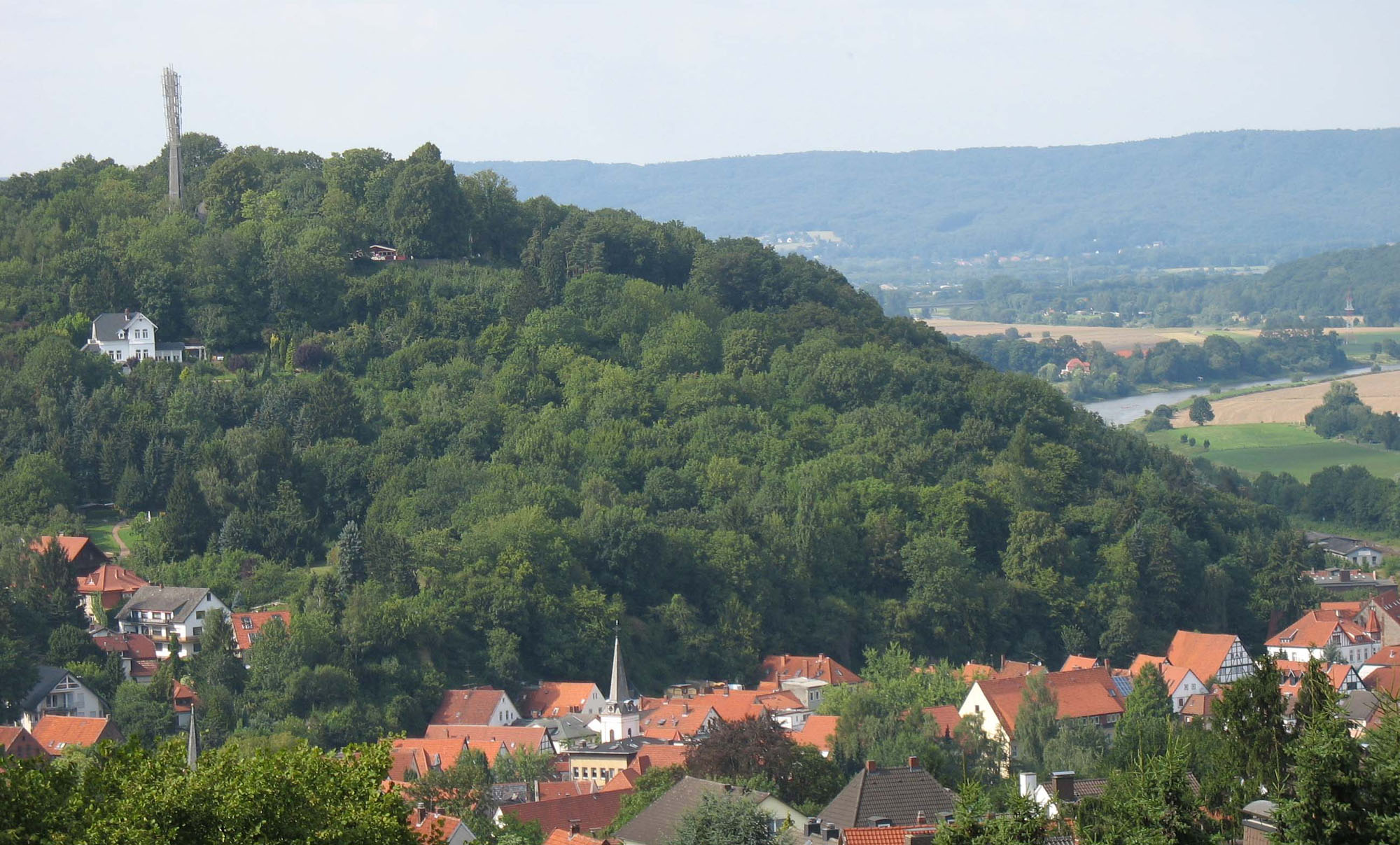
市内中心部のアムツハウスベルク

フロートーのアムツハウスベルクは2000年ほど前にはおそらく、土塁で囲まれた城塞であった。カロリング朝の850年頃、ここには防衛施設で護られた王宮があった。パーターベルクにも旧い土塁の城があり、「ヒューネンブルク」と呼ばれていた。
ラーフェンスベルガー盆地は 2つの山の連なり（トイトブルクの森とヴィーエン山地）に挟まれていたことで、昔からポルタ・ヴェストファーリカ方面やフロートーの天然の港に通じる重要な交易路に面していた。ここからレーメを経由してその近くにあったフェセナーの徒渉地を通ってヴェーザー川を渡ることができた。フロートーには20世紀までフェリーが運航していた。ハルトラントは、1336年には既に渡しがあったと推論しているが、その証拠は知られていない。近代の郷土史家カール・グロースマンは、1423年の文献記録があると記している。16世紀以降は有名な耕牧地の名前が新たな証拠となる。この近くには、ヴェーザー川を通る水運に対しても、陸路に対しても、ともに税関が設けられてた。その後集落が形成されていった。
フロートーの最初の文献記録は1185年で、「ゴットフリート・フォン・フロートーがロックム修道院に 7 フーフェの土地を」寄進したと記録されている。それ以前の司教アンノ・フォン・ランツベルクが書き記した文書も遺されているが、これには日付がない。これはフロートー領主家が存在したこと示す数少ない証拠の一つでもあるが、1829年にレーデブールが「フロートー市およびフロートー家の外交史」で書いているように、それほど有力な家門ではなかった。おそらくこの家門の主城であったシューネの水城も現存していない。
現在の地名 Vlotho は、Vlothowe に由来すると推測されている。この低地ドイツ語の単語は、Vlauthe、Vlothe またはその類似語（現在のフォレレンバッハ川）と川辺の草地を示す owe が結合したものである。フォレレンバッハ川は、高台から脇に狭い範囲を分離しており、その河原は農業のために開発されていなかった。

### 1696年までのアムト・フロートーの歴史

#### 14世紀まで
フロートー家の勢力範囲である旧アムト・フロートーの領域は、おおむね現在のフロートー市の市域に対応している。ただし、現在はバート・エーンハウゼンの市区となっているレーメ地区もこのアムトの領域に含まれていた。フォレレンバッハ川がヴェーザー川に合流する地点にあったシューネの水城がその行政中心であったが、1150年頃に放棄された。その後は現在のアムツハウスベルクに築かれた城塞から、ヴェーザー川の水運や村を通る陸運を管理した。
フロートー家についての詳細は分かっていない。この家が断絶した際、ラーフェンスベルク家がその統治権を相続したが、その他の土地所有権を含む高権は分割された。10世紀にはすでにヘルフォルトやメレンベックの旧い修道院がいくつかの農場を経営していた。この他の権利所有者としては、たとえば、ヘルフォルトのシュティフト・アウフ・デム・ベルゲやフロートーのゼーゲンスタール修道院の名が挙げられるが、パーダーボルンのアブディングホーフ修道院も受益者の一つであった。

#### 17世紀まで
フロートーの統治権のうちラーフェンスベルク家が所有した部分はユーリヒ＝クレーフェ＝ベルク家に移譲された。16世紀半ば、ユーリヒ＝クレーフェ＝ベルク公ヴィルヘルム裕福公が土地台帳作成の作成を命じた。この「1566年のラーフェンスベルク伯領の土地台帳」は、当時のアムト・フロートーを含む詳細な記録である。現存するこの文書には、農場の数、人口やその管理、納税先、所有者が記録されている。
その後ヴェーレンドルフ代官区とフロトー代官区からアムト・フロートーが形成された。フロートー代官区の全部で 225 の農場のうち、エクスター教会区には農村村落のエクスター、シュヴァルツェンモーアと、教会上はヘルフォルトのベルク教会に属すゾルターヴィッシュを合わせて 91 の農場があった。レーメ教会区（87 農場）には農村村落レーメ、ニーダーベックゼン、オーバーベックゼン、ベッシンゲン、バッベンハウゼン、レールゼンが属した。フロートーには 47 の農場があった。
ヴェーレンドルフ代官区には、ヴァールドルフ教会区の 136 農場が属した。農村村落のボンネベルク、ブロックハーゲン、マースベッケ、ニーダーホルヴィーゼン、オーバーホルヴィーゼン、ニーンハーゲンおよびヴァールドルフを併せたこの地域は、ほとんど変更なく現在のヴァールドルフ市区に対応する。

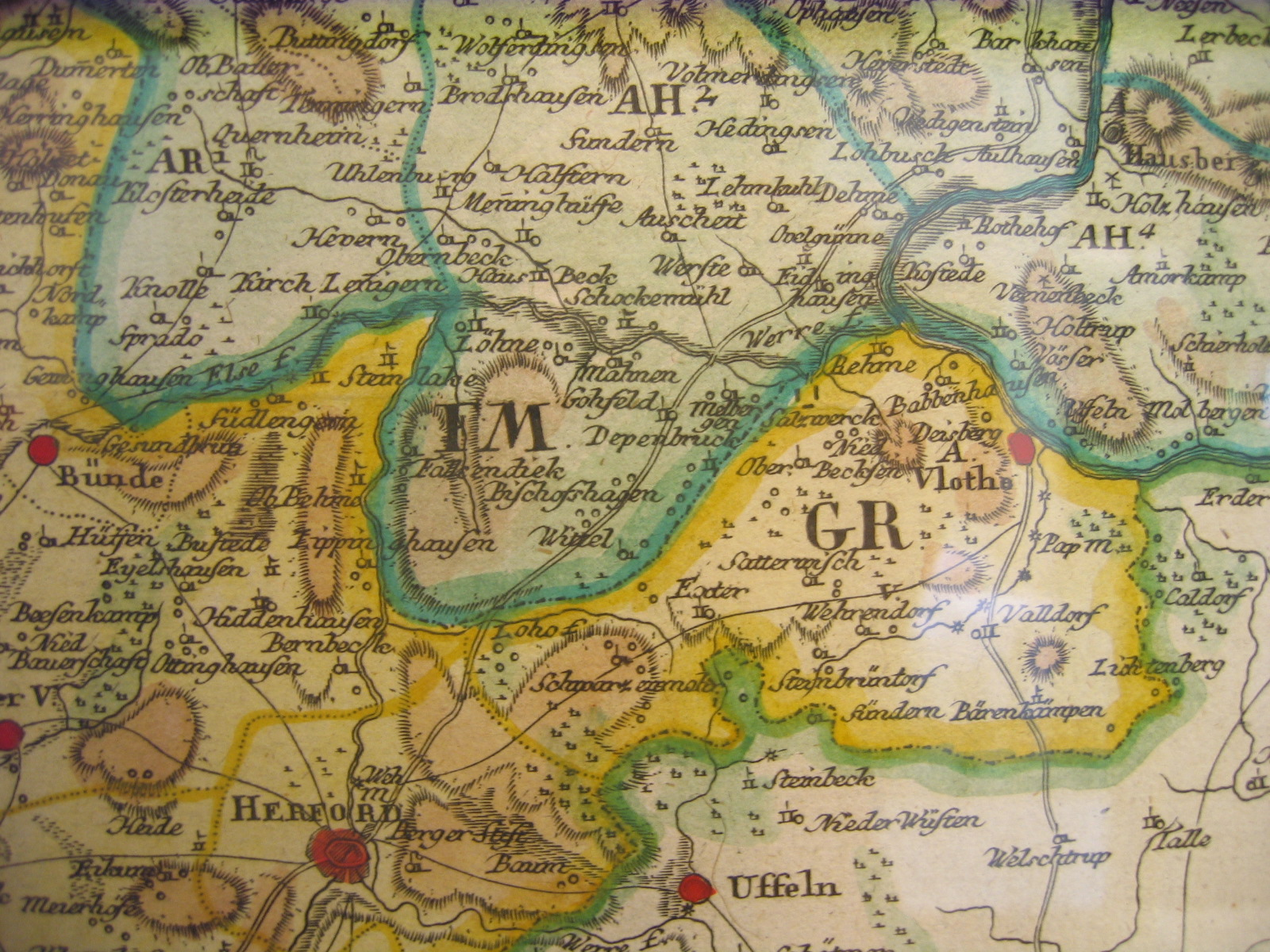
1797年頃のアムト・フロートーを含む古地図

#### 18世紀
17世紀初めにラーフェンスベルク伯からブランデンブルク家に移譲される際、フロートーの領域に変更はなかった。リッペ伯との間で不明瞭であったシュタインブリュンドルフ、ヴェーレンドルフ、エクスター方面の境界問題は1786年に決着した。1796年には農村部では 481軒の陋屋に 636戸の小作農と、フロートー市には 235軒の市民の館があった。この年から初めての都市計画が成立した。

#### 19世紀
ティルジットの和約以後、1807年にプロイセンはエルベ川から西側の全域を失った。新たにフランスを模範とするヴェストファーレン王国が創設された。ラーフェンスベルク伯領から設けられたビーレフェルト区は、オスナブリュックを首邑とするヴェーザー県に属し、11の小郡で構成された。
フロートー小郡は、それ以前のプロイセン時代のアムトと全く同じ領域にあたる。ナポレオンの大陸封鎖以後、ヴェーザー川西岸のヴェラ川以北はフランス帝国に併合された。ビーレンフェルト区の残った部分はフルダ県に移管され、シュヴァルツェンモーアがヘルフォルト小郡に編入された。フロートー小郡はさらにビュンデ小郡のゴーフェルトやレーネを中心とした残り部分も吸収した。
この状態は、1815年に新たにビュンデ郡が設けられてゴーフェルト教会区がこれに移管されるまで続いた。これによりフロートーの領域は再びフロートー教会区、ヴァールドルフ教会区、エクスター教会区（ただしシュヴァルツェンモーアを除く）、レーメ教会区となり、これにデーメが加わった。
翌年に当時のビュンデ郡とヘルフォルト郡が合併し、現在のヘルフォルト郡がおおむね形成された。1843年にレーメは独立した自治体となった。アムト・フロートーは1832年以後、本質的な変更をされていない。

#### 20世紀
第一次世界大戦中、ヴァールドルフはヴァールドルフ東（ヴィンターベルガー地区）とヴァールドルフ西（ホルスト地区や教会のある主要部分）とに分割された。1969年に市町村再編がなされ、アムトが廃止され、フロートー市となった。1973年に当時のアムト・ハウスベルゲ（ミンデン郡）に属していたウッフェルンがフロートー市に編入され、ヘルフォルト郡に属すこととなった。

### フロートー市の歴史

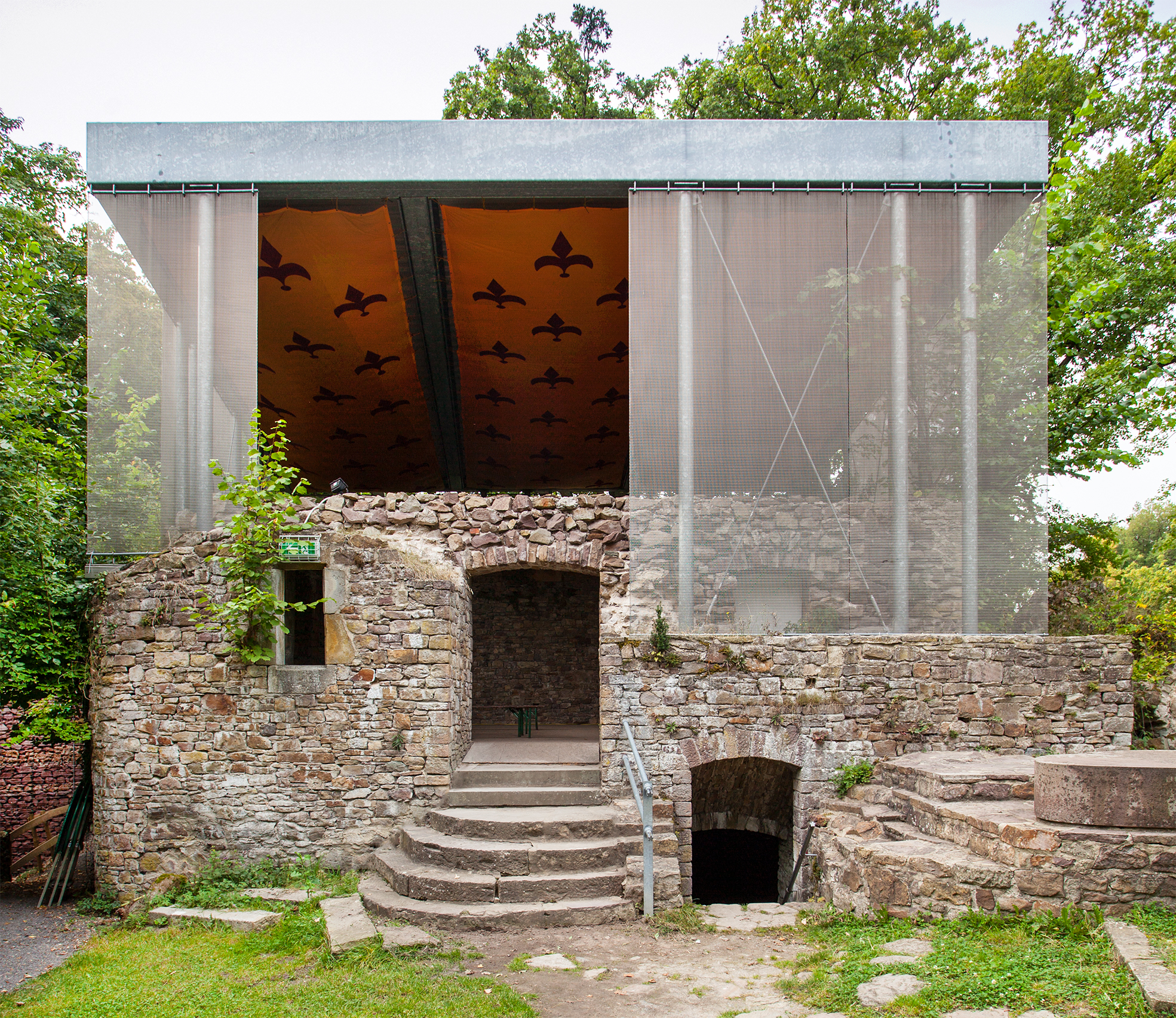
フロートー城趾

#### 13世紀から
フロートー市の歴史は、1250年頃にアムツハウスベルクに築かれた山城と密接に関係している。その創設について明確な証拠は遺っていない。フロートーの年代記作者グロースマンはヴァールドルフの教会の歴史に関連して以下のように書き記している。「どうやらフロートー領主家の意図はアムツハウスベルクの麓の集落を首都のようなものにすることであるようだ。このためにヴァールドルフ教会区 (45 km2) から、わずか 6 km2 を分離させたフロートー集落に都市権を授けた。」これはフロートに都市裁判官が置かれ、都市権を行使していたことを示している。
1368年、ミンデンの軍勢が襲来し、城や都市をほぼ完全に破壊した。この後フロートーは再び都市権を喪失し、ヘルフォルトのガウの裁判所管轄下に置かれた。

#### 17世紀以降
1650年にフロートーで年に一度市場を開催することが許された。この街は新たな隆盛期を迎えたが、三十年戦争の直後であり、定期的な開催は途絶えがちであった。

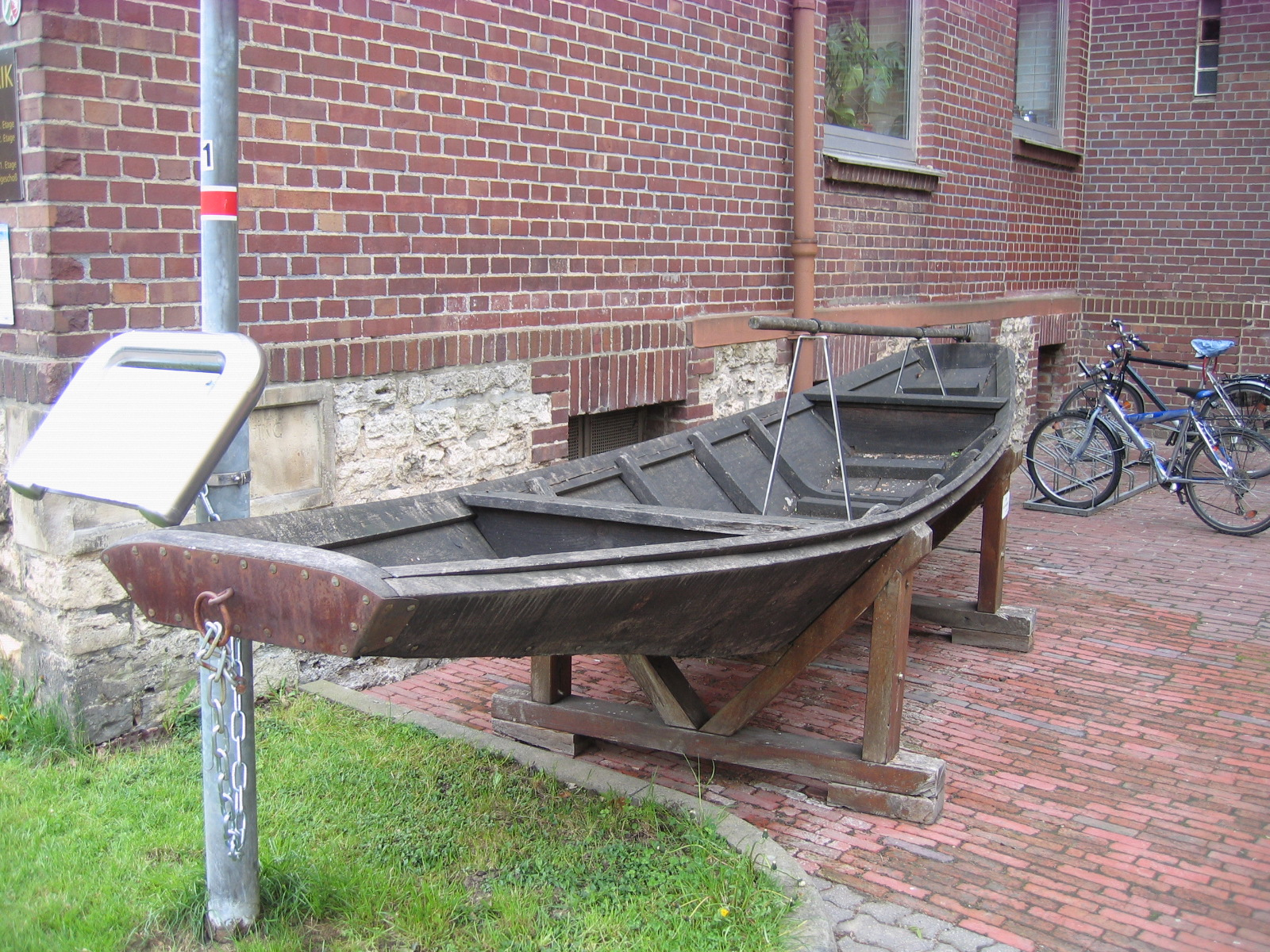
ヴェーザー川の内陸水運に用いられた船の復元

ヴェーザー川沿いの都市がその重要性を回復する上で重要な役割を担ったのが港であった。交易品や原材料が港からリッペ地方やラーフェンスベルク地方の後背地に輸送された。ミンデンとハーメルンとの間の重要な港がフロートーに造られた。この付近に中州があり、流れは二手に分かれていた。穏やかな流れの側（1875年以降は鉄道の線路が通された）には、グロースマンによれば、100隻の船が出入りし、投錨し、冬を越した。
内陸水運の船乗りによる組合であるフロートー船員ギルドの結成により、街は勢いを取り戻した。これにつれて多くのフロートーの住民が運送業に就き、大勢の貨物輸送業者がこの街に定住した。天然の港がその繁栄の源であった。フロートーはリンネル交易の中心地となった。1719年に名目上の都市 (Titularstadt) として都市権を回復し、1740年には独自の市行政機構を再び組織した。
筏流しも大変に重要であった。原料となる木材以外に石臼もヴェーザー川の流れに乗って輸送された。重い荷物を載せた荷車はヴェーザー川沿いの径をテューリンゲンの森まで遡った。最後の商業筏は1964年にフロートー市を通って行った。

#### 19世紀
1913年にフロートー市がプロイセンの統治下に入った際も、重要な水上交易路であるヴェーザー川沿いに位置する事で改めて大きな利益を得た。
19世紀中頃には、より活発な交易活動がなされるようになった。初めは市西部の鉱泉のミネラルウォーターを販売したが、この事業は急速に衰退した。この小さな都市に2つの製糖工場が造られた。また、後にフロートー市に合併するヴェーザー川右岸のウッフェルンの造船所も職場を提供した。フォレレンバッハ川の天然の水力が、搾油や穀物を挽くための7つの水車の動力として利用された。油の販売や既述の運送業は1864年に歴史家フォルムバウムをして「フロートーは小都市ではあるが、ラーフェンスベルク伯領で最も重要な街である」と記述せしめた。
1843年にケルンとミンデンとの間の鉄道が開通し、重要な物流経路はフロートーを通り過ぎるようなった。1875年になってやっとフロートーはレーネを起点としてフィーネンブルクまで計画された鉄道路線によって日増しに密になって行く鉄道網に接続することができた。しかし領邦を超えた輸送業は事実上力をなくしていた。

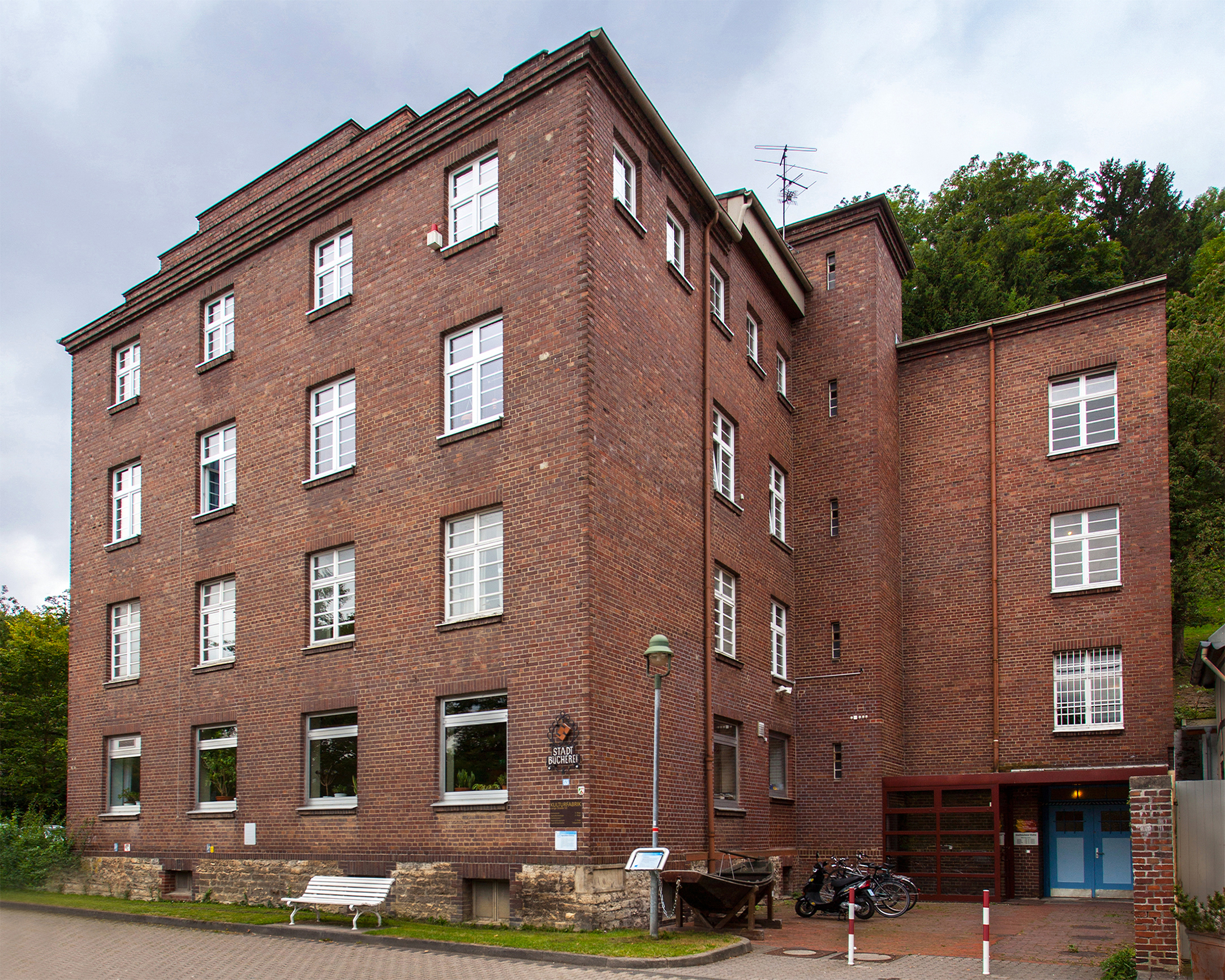
かつてのシェーニング・タバコ工場。現在は青少年センター、青少年文化学校、市立図書館、郷土資料室が入居している。

この頃のフロートーはラーフェンスベルガー地方で最も重要なタバコ産業の街であった。原料はヴェーザー川を通ってブレーメンから直接運ばれていた。1875年にこのヴェーザー川沿いの街にも鉄道が接続した。水運は徐々に運送手段として廃れていった。拡大する鉄道に対して水運にはわずかなチャンスしか残されてはいなかった。「ドイツのタバコ都市」の役割はビュンデに移った。これは遠くはオスナブリュックやブレーメン、近くはミンデンやヘルフォルトに通じる鉄道の接続点という地の利によってもたらされたものであった。

#### 20/21世紀
人口約 4,000人となったこのヴェーザー川沿いの街では、その谷状の地形による弊害が大きくなっていた。1903年にヴェーザー川の港からヴァレンブリュックまでヘルフォルト軽便鉄道が結ばれた。これはヘルフォルト郡南部およびバート・ザルツウフレンやヘルフォルト市への重要な連絡路となった。
増加し続ける交通量を考慮し、1928年に道路橋が建設され、ヴェーザー川のフェリーが廃止された。この架橋によりフロートーは、当時はまだミンデン郡に属していたウッフェルンと直接結ばれた。それ以前は悪天候などでフェリーが使えない場合は、ポルタ・ヴェストファーリカとリンテルンを経由する難儀な迂回路を通って対岸へ渡らなければならなかった。この橋は第二次世界大戦末期の1945年に破壊され、1946年から修理がなされる1951年まではフェリーが再び渡河交通を担った。UFAは一時期フロートーとファーレンホルツに宿舎を有していた。
復興によってフロートーが得た利益は間接的なものに留まった。むしろアムト・フロートーの周辺町村落に大きな工業企業が定住し、現在も存続している。終戦後のこの街にとって特に重要な企業の一つがマイラ社（病者用の乗物製造業者）で、短期的ではあるが小型自動車の製造も行っていた。現在は、隣接するリッペ郡の町カレタールのカレドルフ地区に本社と工場がある。旧マイラ社の敷地跡には、主にディスカウント商品を扱うショッピングセンターの「ミンスケマルクト」がある。
1950年代半ばに港は経済ファクターではなくなったと見なされ、ヘルフォルト軽便鉄道も運行停止となった。リッペ地方の家具産業がこの港を近場の木材積み替え港とした時にわずかな復興がなされた。北ドイツ放送の港湾コンサートの会場にも何度かなった。しかしこうした状況は長続きせず、物流は急速にヴェーザー川から離れていった。最終的に2006年には残っていた港湾施設が撤去され、港に終止符が打たれた。現在左岸に接岸するのは主に行楽船やスポーツボートであり、キャンピングカーのための施設が用意されている。
かつてフロートーにとって重要であったタバコ産業も機材の老朽化により生産量が減少していった。1970年代の初めまでにタバコ会社は1社だけとなり、その会社も製造はフロートーでは行っていなかった。
市町村再編では、1969年1月1日に旧フロートー市はエクスターおよびヴァールドルフと合併した。1973年の郡域再編では、旧ミンデン郡のウッフェルンが本市に編入された。
同じ頃、現在のミンデナー通り（州道 L778号線）が建設された。この道路は確かに市を分断するものであったが、その反面、ヴェーザー川を越えて周辺地域とを結ぶ道路でもあった。「旧い」市域ではこの道路建設に、1962年に廃止されたフロートー - ヘルフォルト間の軽便鉄道の軌道が利用された。

## 住民

### 宗教

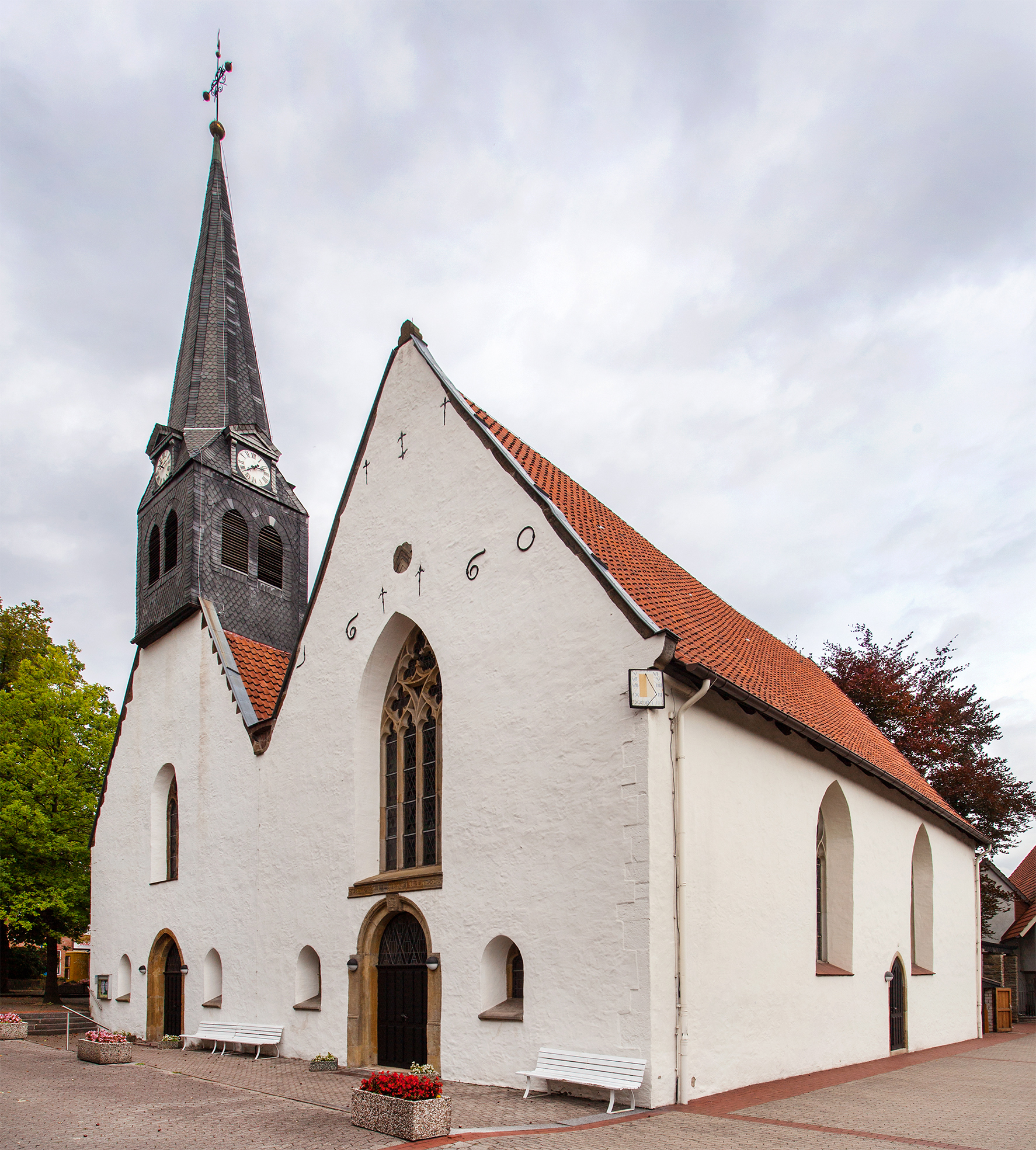
フロートーの聖シュテファン教会

フロートーは長年ラーフェンスベルク伯領に属したことから、伝統的にプロテスタントが優勢である。市内には 6つのルター派教会組織（ボンネベルク、エクスター、ウッフェルン、ヴァールドルフ、聖シュテファン（フロートー市区）、ヴェーレンドルフ）と改革派教会組織が 1つ（聖ヨハニス（フロートー市区））がある。これらの教会は隣接するバート・エーンハウゼンに本部を置くフロートー教会クライスに属す。この他に 2つのカトリック教会組織（聖十字架教会および聖ヘドヴィヒ教会）がある。
また、プフィングスト組織（自由キリスト教会）、新使徒派教会組織フロートー、エホバの証人の信者もいる。宗教組織「ダス・レーベン e.V.」（ノルヴェーガー・ゲマインデあるいはスミチアナーとも称する）は、エクスター地区に集会所を有している。クリチャン・エンデヴァーは中核市区とヴェーレンドルフ、ヴァールドルフ共同体組織を有している。
エクスターの村の教会は、1959年に最初の福音主義アウトバーン教会に聖別された。塔は、元々1676年頃に建設されたもので、現在の教会堂は1952年に元の化粧漆喰の木組み建築に変わって建設されたものである。
宗教分布の根拠の1つにフロートーの学生・生徒の宗教所属がある。2006/2007年の学生を対象とした調査によれば、66.8 % がプロテスタント、7.6 % がカトリック、6.7 % がイスラム教を信仰している。その他の宗教組織に属す者は 7.2 % で、11.7 % が無宗教であった。
エクスターの基礎課程学校は、この地方では数少ないプロテスタント系宗派学校の 1つである。この学校はウッフェルン基礎課程学校の分校として運営されている。

### ユダヤ系住民
ユダヤ人の居住を示す最も古い証拠として、1690年の 2通のユダヤ人の手紙がある。オーベルクの旧いユダヤ人墓地では、1713年の日付の墓石が最古のものである。この墓石やその他の状態の良い墓石は、ヴァッサー通り沿いの新しいユダヤ人墓地に移されている。フロートーのユダヤ人は主に家畜商や肉屋を営んでおり、糸やリネンの取引を行う者もいた。1850/51年、本市には 137人のユダヤ教信者がいた。この頃に建設された新しいシナゴーグは、1938年11月10日の昼間の排斥運動により破壊された（水晶の夜参照）。当時の国家社会主義暴力犯 4人が、1946年3月にビーレフェルトの陪臣裁判所で自由刑の処せられている。1933年にアムト・フロートーに住んでいた 87人のユダヤ教信者のうち、28人が国外に移住した。41人のホロコースト犠牲者を出している。さらに他の2人は故郷に強制連行され、その後すぐに再び逮捕されている。現在フロートーにユダヤ人市民はいない。当時アメリカ合衆国に移住したスティーヴン・ハンス・ローブは1991年に本市の名誉市民号を授与された。

### 市町村合併
ヘルフォルト郡および郡独立市ヘルフォルト市の新設に関する法律により、アムト・フロートーは1969年1月1日に廃止された。それまでこのアムトに属していたエクスター、ヴァールドルフ、フロートーは、廃止されたアムトに関する権利を継承する自治体の新たなフロートー市として合併した。
ビーレフェルト法に基づき、ミンデン郡アムト・ハウスベルゲのウッフェルンが1973年1月1日にフロートー市に編入され、これによりヘルフォルト郡に属することとなった。

### 人口推移

フロートーの人口推移。下の折れ線は現在のフロートー市区の人口、上の折れ線は市全域の人口推移である。

各年12月31日の値である。1969年までは現在のフロートー市区のみ、その後は市全域の人口である。
| 年   | 人口（人） |
| ---- | ---------- |
| 1730 | 1,300      |
| 1844 | 2,171      |
| 1871 | 3,066      |
| 1901 | 4,336      |
| 1925 | 4,989      |
| 1939 | 5,561      |
| 1950 | 8,150      |
| 1969 | 8,707      |
| 1975 | 20,629     |

| 年   | 人口（人） |
| ---- | ---------- |
| 1980 | 19,949     |
| 1985 | 18,963     |
| 1990 | 19,952     |
| 1995 | 20,520     |
| 2000 | 20,533     |
| 2004 | 20,138     |
| 2005 | 20,035     |
| 2007 | 19,729     |
| 2009 | 19,500     |

| 年   | 人口（人） |
| ---- | ---------- |
| 2010 | 19,282     |
| 2011 | 19,075     |

## 行政

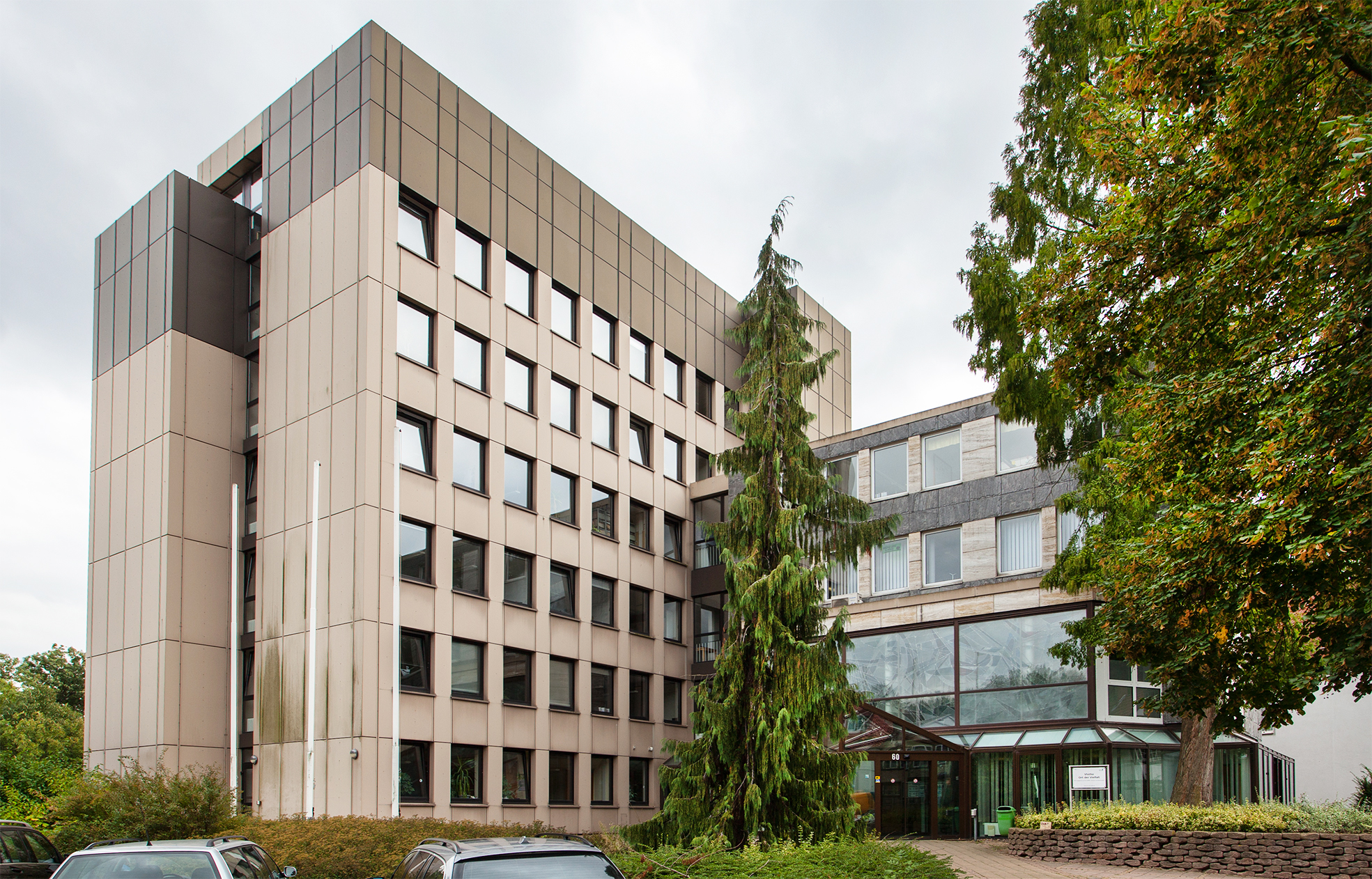
フロートー市役所

### 市議会
フロートーの市議会は 34議席からなり、これに市長が議長として加わる。

### 市区長
新たな市議会議員を選出する地方選挙に合わせて、各市区の市区長が選出される。大抵は、各市区で最大の票を獲得した政党の候補が選ばれる。

### 市長
1969年の市町村合併以降の市長を列記する。
- 1969年 - 1978年: ルドルフ・カイザー
- 1978年 - 1979年: ヴィルヘルム・ヴェーバー
- 1979年 - 1984年: ハインツ・ラインハルト
- 1984年 - 1994年: ゲルハルト・ヴァッテンベルク (SPD)
- 1994年 - 1999年: ウルリヒ・シュトゥールハーン (SPD)
- 1999年 - 2003年: リーゼローレ・クールレンダー (CDU)
- 2003年 - 2015年: ベルント・シュトゥーテ (SPD、2013年2月13日以降は無所属)
- 2015年 - : ロッコ・ヴィルケン (SPD)

### 紋章、旗、印章
フロートー市は1970年11月30日付けのデトモルト行政管区長官の書状により、紋章、旗、幟、印章を使用する権利が認められた。基本条例 §3 で以下のように規定されている。
紋章記述（図柄）
波線によって銀地（白地）と赤地に上下二分割。上部は赤い3本の縁につかず浮いた形のシェブロン。下部は緑の大地から延びる緑色の茎の上に、互いに外側を向いた銀（白）の花を付けた2輪のユリ。
紋章の解説
3本のシェブロンは何世紀にもわたってフロートーが所属したラーフェンスベルク伯の紋章である。波型の分割線はヴェーザー川を象徴している。ユリはシトー会女子修道院を表している。
旗の図柄
長辺に平行に、赤-白-赤-白-赤と 1:1:1:1:1 に分割。その中央、旗竿寄りに市の紋章
幟の図柄
長辺に平行に、赤-白-赤-白-赤と 1:1:1:1:1 に分割。その上部中央に市の紋章
印章の図柄
上部に STADT VLOTHO、下部に KREIS HERFORD の文字
赤いシェブロンと緑を黒にし、その他を線描で表した紋章の図

### 姉妹都市
- オービニー＝シュル＝ネール（フランス、シェール県）1989年
- ルプスコ（ポーランド、ルブシュ県）1992年

## 文化と見所

### 演劇、コンサート、映画
演劇やコンサートの愛好家はヘルフォルトでの公演（市立ホールでのゲスト公演や北西ドイツ・フィルハーモニー管弦楽団の演奏会）を楽しんでおり、ビーレフェルトやデトモルトでの公演にも出かけている。本市中心部の聖シュテファン教会では、定期的にオルガン演奏会が行われている。
ボンネベルクにはアマチュア演劇グループがある。
フロートーで最後の映画館であったヴェーザー＝リヒトシュピーレは、1990年代に閉館した。最寄りの映画館は隣接するバート・エーンハウゼンにあるシネマコンプレックス UCI である。

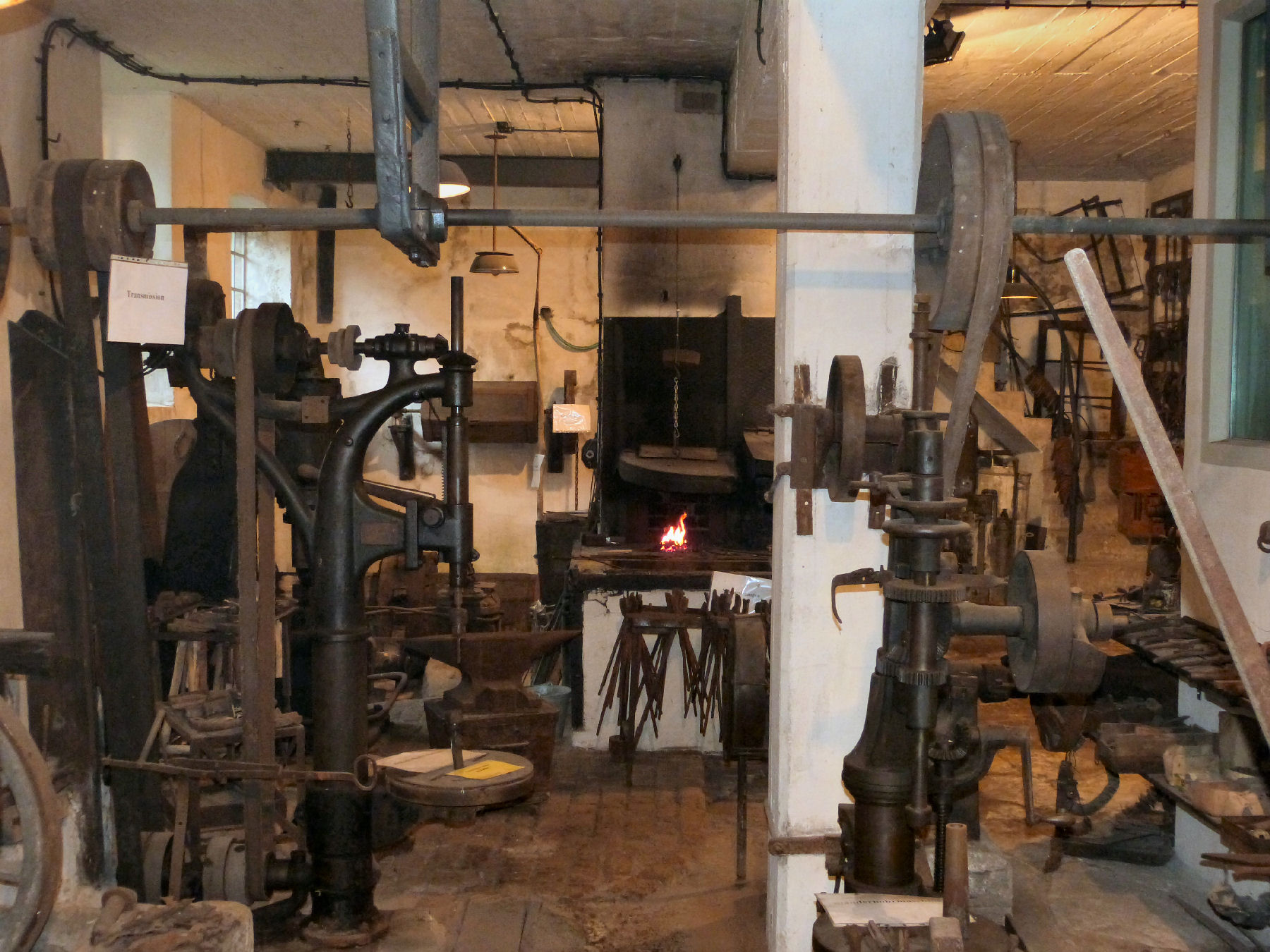
再現展示された鍛冶屋グヌーゼ

### 博物館
フロートー郷土協会の郷土資料室は定期的に糸紡ぎや伝統的なタバコ製造の実演を行っている。また、郷土資料室には典型的な「タンテ＝エンマ＝ラーデン」（昔の雑貨小売の個人商店、「よろずや」）が再現されている。郷土協会はさらに鍛冶屋グヌーゼの再現展示も行っている。
バート・ゼーブルーフ古自動車博物館は、2世紀前からのヨーロッパの旧い自動車を入れ替えで展示している。

### 建造物
中心市区では、以下の建物が特に有名である。

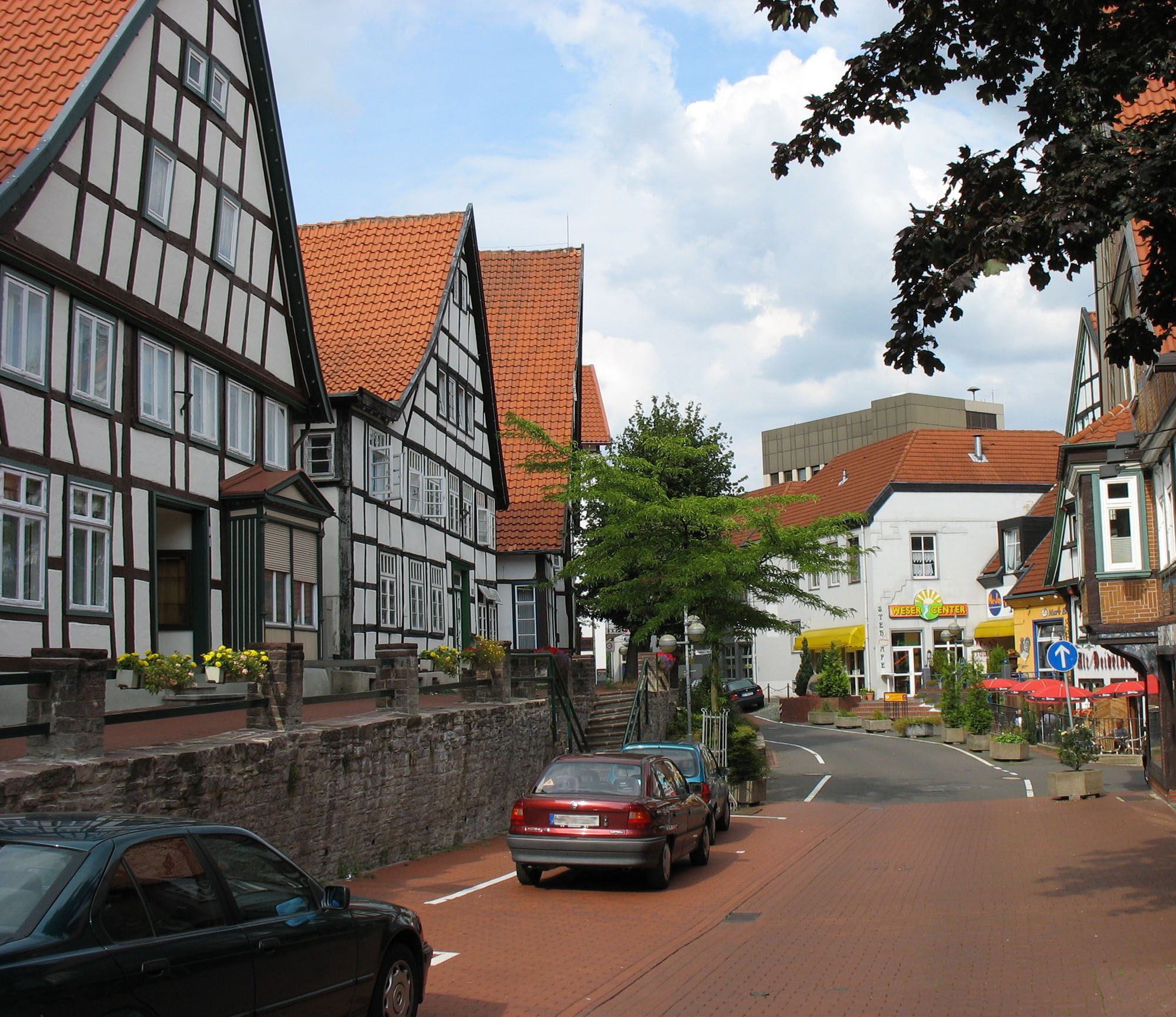
木組み建築が並ぶブリンク地区

- 福音主義ルター派の聖シュテファン教会は元々1252年に創設され、1288年にここに移転したシトー会ゼーゲンスタール女子修道院の教会であった。建物の外に回廊跡を見ることができる。屋根の上に小塔を戴く平屋の方形ホール式ゴシック教会の南側に、1659/60年に2番目の教会堂が増築されたものである。教会内には1660年にハンス・キューヒラインによって設えられた講壇や17世紀の胸壁がある。祭壇は1660年以後に創られたものである。
- 半円形のアプスを有する八角形の堂からなる福音派改革派の聖ヨハニス教会は1782/83年に建設された。内部は簡素な新古典主義様式の調度である。
- 1970年代初めに行われた都市近代化と連邦道 B514号線の拡張により一連の多くの建物が犠牲となったにもかかわらず、16世紀から17世紀の切妻屋根の木組み建築がいくつか遺されている。その多くはランゲ通り沿いにある。特に美しいアンサンブルを見せているのが、いわゆるブリンク地区である。この地区は小高くなっており、道路を護るために擁壁が造られている。ランゲ通り71番地の建物は1619年に建設された。101番地は玄関脇に張り出し部を持ち、梁には1652年の日付がある。同じく張り出し部を持つのがかつてカフェ・シュトゥラーンだった116番地の建物である。福音主義ルター派の牧師館が108番地の建物で、1650年の銘がある3階建ての木組み建築である。フロートーで最も保存状態の良い木組み建築に一つに数えられるのがランゲ通り136番地のマルツ邸である。張り出し部のあるこの建物は、1684年に商人のオットー・ハインリヒ・シュールマンとその妻エリザベート・ヴァッデンベルクのために建築家ハインリヒ・ヘレによって建設された。建物内部の保存状態はドイツ文化財保護協会の保証付きであり[23]、申し込めば見学することができる。ランゲ通り70番地の旅館「アルト・ハイデルベルク」は元々1604年に建設された。しかし、この建物は1983/84年に取り壊され、その後元の梁をいくつか転用しながら新築された建物であり、外見は古い建物をまねている。この他に、ローゼンエック2番地には小さな木組み建築がある。1976年に修復された後、旅館（「ツンフトハウス」）として使われている。1570年頃に建てられたと自称するこの建物の基本骨格は本市で最も古い建物の一つである。「1570年」という数字は、ヴェーザー通り27番地の漆喰飾りが施された木組み建築の梁にも見られる。しかし、1568年に建設された小さな市民の家であるランゲ通り32番地の建物によって、この街で最も古い建物とはなっていなかった[24]。この家は1969年に老朽化のため解体され、2005年から2007年にかけてビーレフェルト農家博物館の敷地内に再建された。
- アムツハウスベルクには12世紀には記録されているフロートー城の跡がある。この城は1709年に大部分が取り壊された。その基礎部分が1936年から1939年に発掘されたが、城自体は再建されず、城趾として復元された。城址から約 500 m 北西に現在も識別できる土塁の跡が遺されている。これは「シュヴェーデンシャンツェ」（スウェーデン砦）と呼ばれている。この砦の機能と成立年代については未だに不明である。

中核市区以外の市区では、以下の建物が際立っている。
- 福音主義ルター派のヴァールドルフの教会。後期ゴシック様式の宗教建築で、2008年に 750年祭を祝った。
- エクスターの風車。エクスター地区の高台に1850年に風車が造られた。この風車は「風車協会e.V.」によって管理されている。2009年6月からは、ここで戸籍上の結婚式を行うことができる。
- タールブリュッケ・エクスター。アウトバーン A2号線の橋で、1991年に帝国アウトバーン時代の文化財リストに登録された。

- 聖シュテファン教会内部
- 聖ヨハニス教会
- ランゲ通り116番地、かつてのカフェの建物
- ランゲ通り108番地、牧師館
- ランゲ通り136番地、マルツ邸
- ランゲ通り70番地、旅館「アルト・ハイデルベルク」
- ローゼンエック2番地のツンフトハウス
- ヴェーザー通り27番地の家
- スウェーデン砦と呼ばれる土塁跡
- ヴァールドルフの教会
- エクスターの風車
- タールブリュッケ・エクスター

### 記念碑
- ナチス時代に殺害されたフロートーのユダヤ人のための記念碑は、ヴァッサー通りの新しいユダヤ人墓地に1969年に建立された。
- ランゲ通りには、1938年11月10日に破壊されたフロートーのシナゴーグ記念碑が1988年に設けられた。
- 2006年から2007年に、芸術家グンター・デムニヒによる「躓きの石」41個が殺害されたユダヤ人を偲んで埋設された。
- 第一次世界大戦および第二次世界大戦で戦没した兵士のための戦争記念碑は、アムツハウスベルクへのブルク通りとヴァルドルフ墓地、およびエクスター墓地にある。
- ルプスコとの姉妹都市協定の発起人ゲオルク・シュルツェをしのぶ記念碑がドクトール＝ゲオルク＝シュルツェ広場にある。
- ランゲ通りの旧フロートー区裁判所前に政治家で裁判所長のフランツ・レオ・ベネディクト・ヴァルデックの記念プレートがある。
- フリードリヒ・ルートヴィヒ・ヤーンの記念碑がアムツハウスベルクのルートヴィヒ＝ヤーン＝シュターディオン前にある。
- ヴァールドルフにはヴァルドルフ教会の牧師で、フロートー教会クライスの教区監督官であったエーバーハルト・デリウスの記念碑が1917年に設けられた。

- 旧シナゴーグ記念碑
- 躓きの石
- 躓きの石
- アムツハウスベルクの戦没者記念碑
- ゲオルク・シュルツェ記念碑
- ベネディクト・ヴァルデック記念プレート
- ルートヴィヒ＝ヤーン記念碑

### 公園と自然保護区

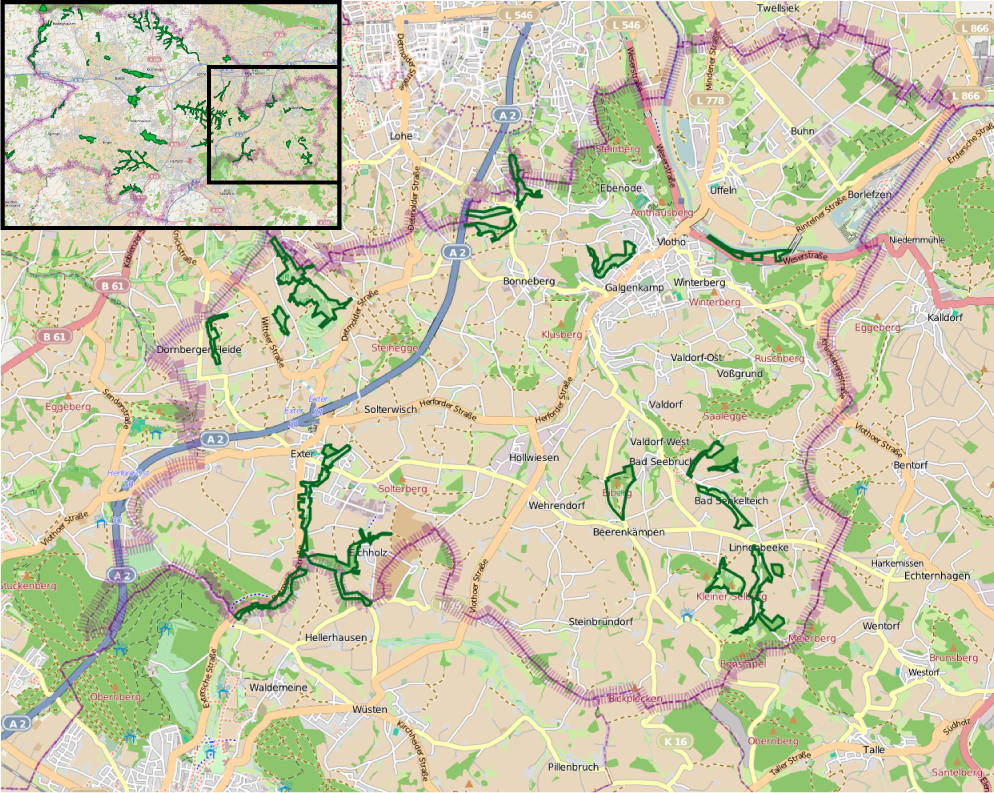
フロートーの自然保護区地図

フロートーには、バート・ゼンケルタイヒおよびバート・ゼーブルーフ（ヴェーザーラントクリニーク）共同のクアパークがあり一般に利用できる。クアパーク内には、「クラングガルテン」（直訳すると音響庭園）や現在は使われていない市のゲストハウスがある。園内をリンネンベーケ川が流れている。
フロートーには、ヘルフォルト郡の市町村あたりにするとはるかに多くの、合わせて13の自然保護区がある。アムホルツ自然保護区、ボルステンバッハ自然保護区、アイベルク自然保護区、ハイデホルツ自然保護区、クライネ・ゼルベルク自然保護区、リンネンベーケ自然保護区、ミッテルバッハタール自然保護区、パーターベルク自然保護区、プレーゲライジーク自然保護区、ザルツェ＝グリムケタール自然保護区、ザントグルーベ・エクスター自然保護区、ジーベンシュテュッケン自然保護区、フローター・ヴェーザーヴィーゼン自然保護区である。合計面積は約 204 ha で、市全体の 2.65 % を占める。

### 年中行事
- 橋祭: 3月。ヴェーザー川に架かる道路橋の左岸側で開催される。
- 中世市: サークル「ディー・レッケン・ツーア・ポルタ」の主催で、5月末にフロートー城で開催される。
- 屋外プール祭: ヴァルドルフの森の屋外プールでDLRGおよび屋外プール振興会の主催により7月初めに開催される。
- エクスター＝トライアスロン: 1989年から開催されている。7月または8月に開催され、400人から 500人を超える参加者がある。
- 港祭: 毎年夏にフロートーのヴェーザー港で開催される。
- 市祭: 7月にフロートー市区で開催される。
- バウエルンバーデの日（直訳すると「農民の風呂の日」）: 9月の第2日曜日にバート・ゼーブルーフおよびバート・ゼンケルタイヒで開催される。
- ウムゾンスト・ウント・ドラウセン＝ムジークフェスティバル（直訳すると「無料屋外音楽フェスティバル」）1975年から開催されていたが現在はフロートーでは行われていない。
- V.I.T.（フロートーのインフォメーションの日）: 9月に開催されるフロートー在住企業やサークルによる経済・産業ショー。
- 市区協会のクリスマスマーケット: 1995年にエクスターで最初に行われ、以後周辺でこれに追従して開催されるようになった。
- ウッフェルナー・マイレ: 3年ごとに、ウッフェルンおよびフロートーの企業、サークル、施設などがミンデナー通りで開催している。

### ツーリズム
- ウッフェルンには、ヴェーザー川から水を引いた広さ 80,000 m2 のボート港や、2つのキャンプ場を持つボルレフツェン休暇公園がある。
- フロートーのヴェーザー港は現在、専らレジャー用に用いられている。フロートー市はキャンピングカーのための駐車場を用意し、必要なサービスを提供している。洪水の際にも、2つの水泳コースにモーターボートを横付けすることができる。
- 特筆すべきは、ヴァールドルフの泥浴場バート・ゼーブルーフ（ヴェーザーラントクリニーク）とバート・ゼンケルタイヒ（モールラント＝クリニーク）である。ここでは19世紀からすでに当時が行われていた。また、フロートーは1969年からルフトクアオルト（空気の清浄な保養地）に指定されている。
- ボンスターペル自然学習路は、ボンスターペル山の全長 5 km の環状路で、地域の歴史や動植物に関する情報を提供する 14のステーションが設けられている。
- フロートーは、全長約 500 km のウェルネス自転車ルート「トイトブルクの森」、全長 491 km のヴェーザー自転車道、ゾーレヴェークなどに面している。さらに約 25 km のローカルな自転車道が整備されている。また、長さ 1 km から 10 km の遊歩道も何本か整備されている。
- 夏季には、ミンデン観光船がハーメルン、リンテルン、ミンデン行きの蒸気船を運航している。
- この街の歴史ツアーが用意されている。城は「ブルクゲムンケルス」（城の謎コース）のゴールである。

## 経済と社会資本

### 交通

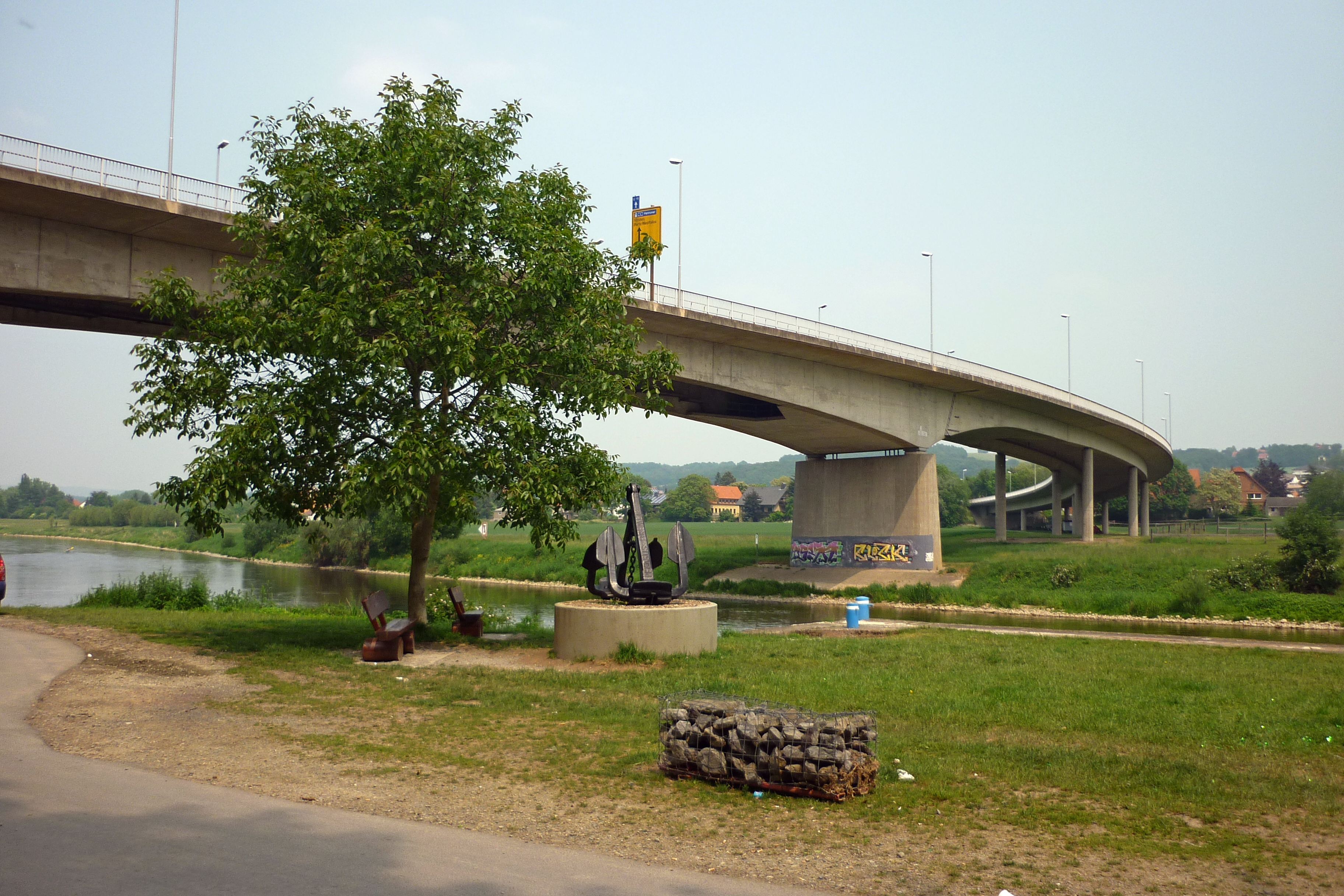
ヴェーザー川に架かる橋

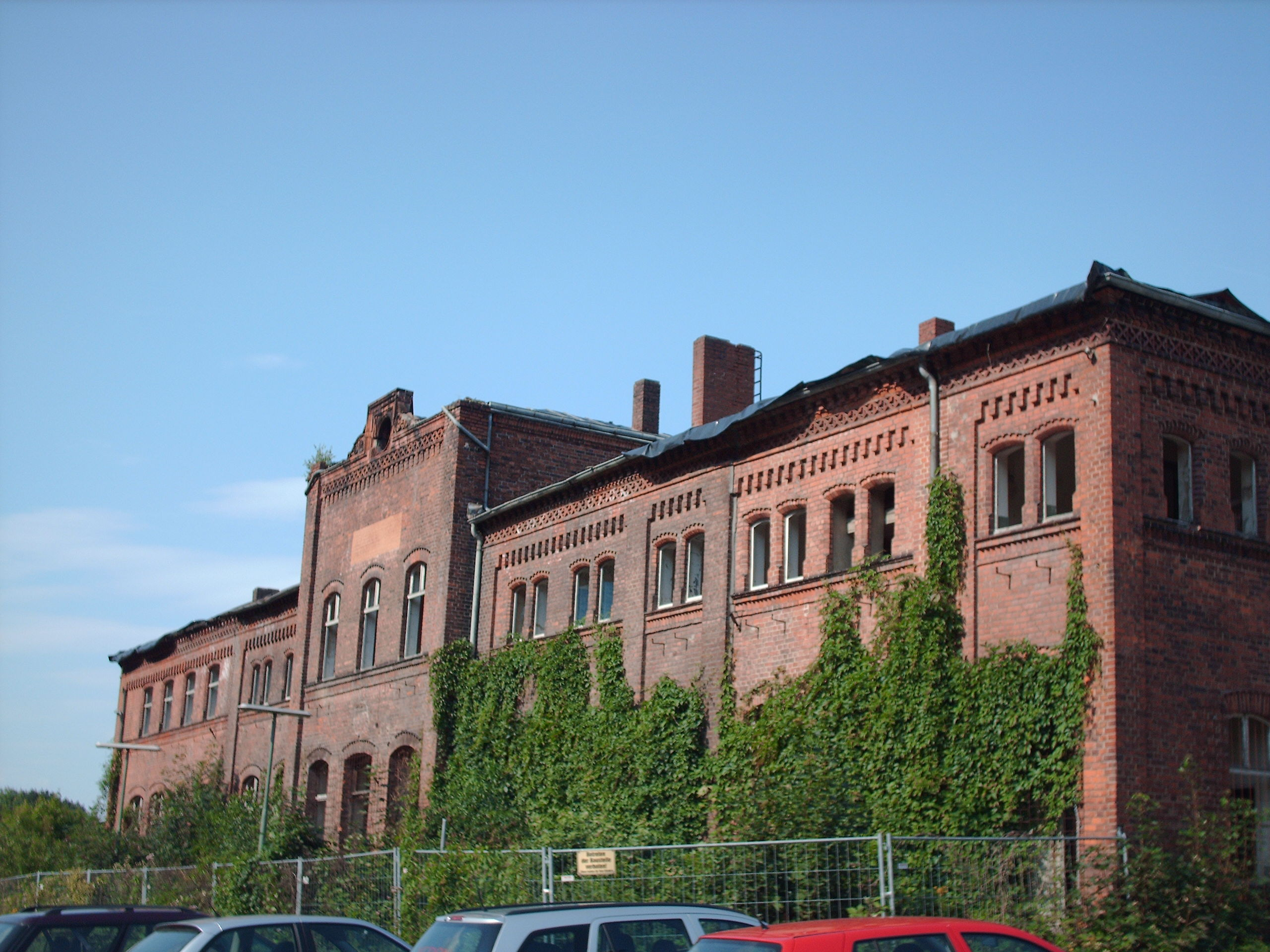
空き家で荒廃したフロートー駅旧駅舎

1903年から1962年までの間、フロートーはヘルフォルトおよびバート・ザルツウフレンからのヘルフォルト軽便鉄道によってエクスター経由で結ばれていたが、1963年にエクスターまでの接続も廃止となった。フロートーは1875年以降ドイツ鉄道網に接続している（レーネ - フィーネンブルク計画線）。
1423年にはすでに、ヴェーザー川の渡し船について記録が遺っている。1928年にヴェーザー川を渡る道路橋が初めて架けられ、これによってフロートーは、当時はまだアムト・ハウスベルゲに属していたウッフェルンと直接結ばれた。フェリーは1937年まで運航していた。橋は、1943年まで通行料が徴収されていた。この橋は、第二次世界大戦の連合国の空爆に耐えたが、1945年4月初めに中央部分がドイツ軍工兵によって爆破された。これによりアメリカ軍の進撃を阻むつもりであった。1946年から橋の新設が完了する1951年までの間、ヴェーザー川を渡すフェリーが再び運航されていた。部分修復された橋は増加する通行量に耐える強度を持っていなかった。この橋は1981年に、数百メートル上流側のプレストレストコンクリート製の橋に架け替えられた。
市境のすぐ外側に、連邦アウトバーン A2号線のポルタ・ヴェストファーリカ・インターチェンジ (Nr.33)、クロイツ・バート・エーンハウゼン・インターチェンジ (Nr.32)、ヘルフォルト東インターチェンジ (Nr.30) がある。また、エクスター・インターチェンジ (Nr.31) は、西側の同名の市区内に位置している。さらに連邦道 B514号線経由でアウトバーン A3号線にも接続している。ウッフェルン市区を通る州道 L778号線経由でフェンネベック飛行場（ポルタ・ヴェストファーリカ）にも接続している。エクスター市区方面では、A2号線のインターチェンジ Nr.31から現在のヴィッテラー通り（北行きの州道 L773号線）のコース沿いに3車線の連邦道 B611号線が建設される。工事の開始については未定である。
ヴェーザー鉄道（ビュンデ - レーネ - ハーメルン - ヒルデスハイム）は、ノルトヴェストバーンによって1時間間隔で運行されている。フロートー駅には切符の自動販売機が設置されている。1875年に建設された旧駅舎は、保護文化財に指定されてフロートー市の所有となっており、現在は空き家で交通用に使われていない。
市バス網（フロートーバス）は、2010年12月以降 5系統の市バス路線からなっており、マイクロバスにより一定間隔で運行している。このバス網はそれまでのデマンドバス（「タクシーバス」）から置き換えられた。近隣の町へのバス路線は市バスが乗り入れる形で運行している。エクスターはヘルフォルトやバート・ザルツウフレンからのバス路線（433, 434, 435系統、一部タクシーバス）の終点である。駅からはデマンドバスがポルタ・ヴェストファーリカまで運行している。乗合デマンドバスは、路線バスと調整しながら運営されている。
最寄りの大きな空港は、約 80 km 離れたハノーファー空港、約 84 km 離れたパーダーボルン/リップシュタット空港、約 100 km 離れたミュンスター・オスナブリュック国際空港である。ポルタ・ヴェストファーリカの飛行場は主にスポーツ飛行機に利用されている。

### メディア
フロートーア・ツァイトゥング（旧フロートーア・ターゲブラット）は、ビーレフェルトのヴェストファーレン＝ブラットおよびヘルフォルダー・クライスブラットの地方版として刊行されている。2004年4月まで週2回刊行され、フロートーの世帯を中心に約 5,000部に達したフロートー・アンツァイガー（JCC ブルンス出版、ミンデン）は、2012年7月1日までに日刊紙としては完全に廃止され、オンラインの週刊コマーシャル紙として配信されている。フロートーア・ツァイトゥングは継続的に刊行されており、4,500部を超えている。フロートーは、西ドイツ放送ケルンのビーレフェルト地方スタジオのサービスエリアである。ラジオ・ヘルフォルトは 91.7MHz でフロートーのローカル送信所から放送されている。

### 公共機関
市の行政機関の他に公共機関はない。フロートーは、バート・エーンハウゼンの区裁判所管区、ヘルフォルトの税務署管区、ヘルフォルト労働局管区に属している。

### 教育

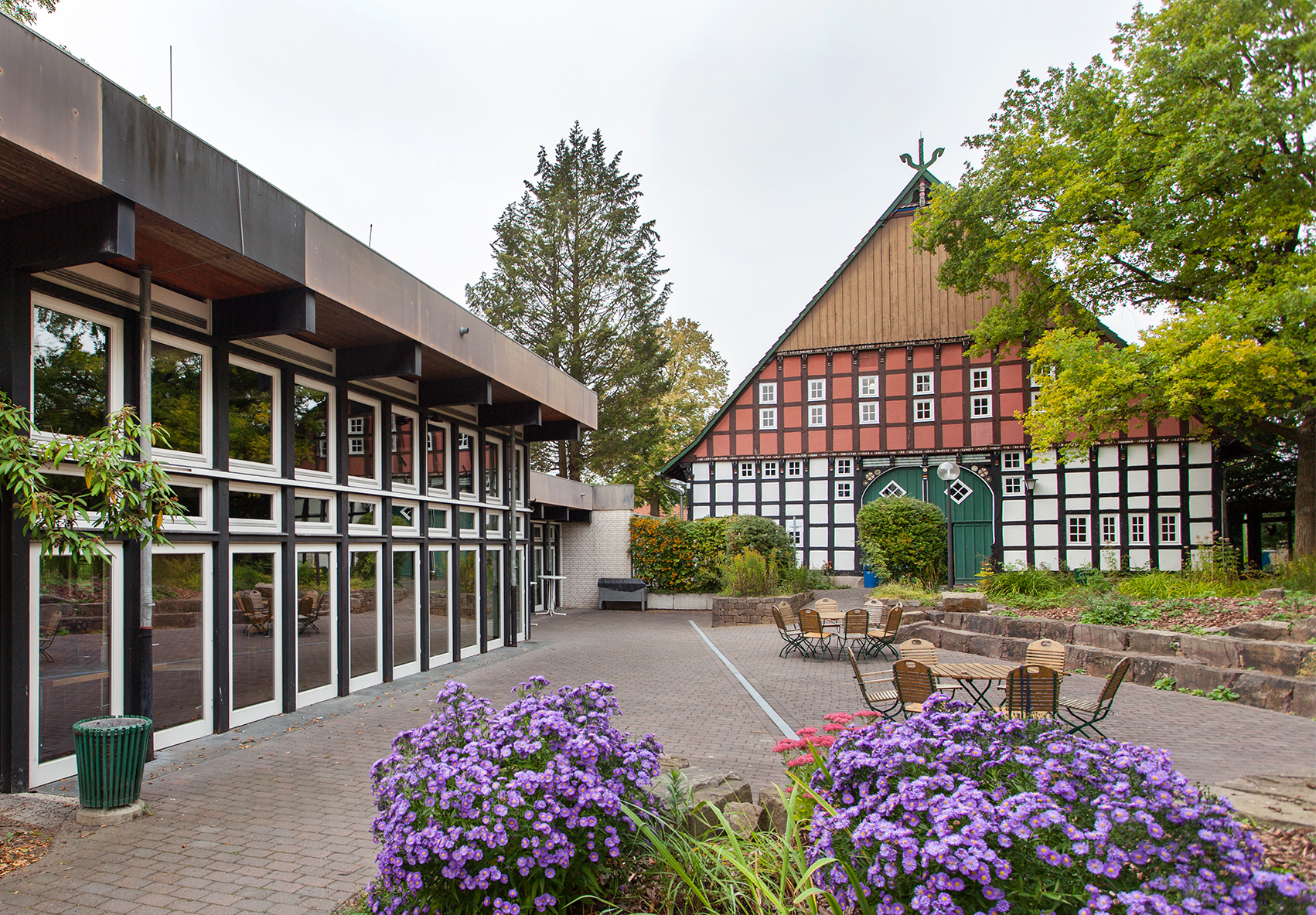
LWL-教育センタ「ユーゲントホーフ・フロートー」

本市は、総合学校と養護学校以外の、あらゆる種類の一般教育学校がある。市内には、2カ所の敷地を持つフロートー基礎課程学校、ハンス＝シュヴァルツェ基礎課程学校、および2カ所の敷地を持つウッフェルン＝エクスター合同基礎課程学校である。後者のエクスターキャンパスは、福音主義の宗派基礎課程学校の形をとっている。上級の学校には、中等教育ステップ1のジュートシュパンゲ学校センターのゼクンダールシューレがある。これは、同じ敷地にあった実科学校・本課程学校の、2012/13年からの後継学校である。中等教育ステップ1および2については、市はヴェーザー＝ギムナジウムを運営している。
2009年10月15日現在、一般教育を受けているフロートーの学生は、合計 2,260人で、このうち基礎課程学校が 33.14 %、本課程学校が 8.23 %、実科学校が 19.69 %、ギムナジウムが 38.94 % であった。。
ユーゲントクンストシューレ（青年芸術学校）は、クルトゥーツファブリーク（文化工房）内にある。さらに本市は、LWL-教育センタ「ユーゲントホーフ・フロートー」の所在地でもある。これはヴェストファーレン＝リッペ地域連合の教育機関であり、全欧州スタディーワーク (GESW) および AKE教育ワーク e.V. などの教育施設でもある。ヴァルドルフの教会の向かい側にある旧学校内に、ヴェーザーラントクリニーク・バート・ゼーブルーフが運営する治療体操の教育施設がある。
かつて極右思想の施設であったコレギウム・フマーヌムは、2009年8月5日に連邦行政裁判所第6部により活動を禁止された。

## 人物

### ゆかりの人物
- ベネディクト・ヴァルデック（1802年 - 1870年）政治家、フロートーの裁判所長

## 引用
1. ↑  Bevölkerung der Gemeinden Nordrhein-Westfalens am 31. Dezember 2023 – Fortschreibung des Bevölkerungsstandes auf Basis des Zensus vom 9. Mai 2011
2. ↑  Max Mangold, ed (2005). Duden, Aussprachewörterbuch (6 ed.). Dudenverl. p. 823. ISBN 978-3-411-04066-7
3. ↑  GD NRW - Geowissenschaftliche Gemeindebeschreibungen NRW: Vlotho（2013年9月14日 閲覧）
4. ↑  O. Deutloff, H. Hagelskamp, G. Michel: Die Erdfälle von Vlotho In: Fortschritte in der Geologie. Rheinland und Westfalen. 20, Krefeld, pp. 27–40.（2013年9月14日 閲覧）
5. ↑  Erdwärme nutzen: Geothermiestudie liefert Planungsgrundlage Archived 2005年9月14日, at the Wayback Machine.(PDF) （2013年9月14日 閲覧）
6. ↑  ノルトライン＝ヴェストファーレン州データ管理・統計局: Kommunalprofil Vlotho （2013年9月14日 閲覧）による
7. ↑  Hauptsatzung der Stadt Vlotho vom 30.05.2011（2013年9月14日 閲覧）
8. ↑  Stadt Vlotho: Zahlen, Daten, Fakten（2013年9月14日 閲覧）
9. ↑  気温
10. ↑  降水量
11. ↑  日照時間
12. ↑  Heinrich Harland: Geschichte der Herrschaft und Stadt Vlotho. Vlotho 1888, OCLC 79833997
13. ↑  Karl Großmann, Geschichte des Amtes Vlotho, Vlotho 1963
14. ↑  
Martin Bünermann (1970), Die Gemeinden des ersten Neugliederungsprogramms in Nordrhein-Westfalen (ドイツ語), Köln: Deutscher Gemeindeverlag
15. ↑  Landesamt für Datenverarbeitung und Statistik: Schüler an allgemein bildenden Schulen in NRW nach der Religionszugehörigkeit
16. ↑  
Mendel-Grundmann-Gesellschaft, ed. (1988), Sie waren Bürger unserer Stadt (ドイツ語), Vlotho, 890137854。
17. ↑  Gesetz zur Neugliederung des Landkreises Herford und der kreisfreien Stadt Herford 1968年12月12日（2013年9月21日 閲覧）
18. ↑  Gesetz zur Neugliederung der Gemeinden und Kreise des Neugliederungsraumes Bielefeld (Bielefeld-Gesetz) 1972年10月24日（2013年9月21日 閲覧）
19. ↑  Stadt Vlotho - Ratswahl 30.08.2009 - Sitzverteilung（2013年9月21日 閲覧）
20. ↑  § 39 Abs. 2 der Gemeindeordnung NW und § 2 Abs. 3 der Hauptsatzung der Stadt Vlotho
21. ↑  Vlothoer Bürgmeister（2013年9月21日 閲覧）
22. ↑  Hauptsatzung der Stadt Vlotho 2011年5月30日（2013年9月21日 閲覧）
23. ↑  Denkmal-Liste: Nordrhein-Westfalen » Herford, Die Projekte der Deutschen Stiftung Denkmalschutz（2013年9月22日 閲覧）
24. ↑  Näheres zu diesem Haus siehe: Stefan Baumeier: Westfälische Bauernhäuser – Vor Bagger und Raupe gerettet. 2. Auflage. Bielefeld 1983, pp. 22–23.
25. ↑   Karl Großmann, Geschichte der Stadt Vlotho, Vlotho 1971
26. ↑  Geschichtswerkstatt Exter (Hrsg.): Beiträge zur Ortsgeschichte, Spurensuche XIII, Unterwegs in Uffeln, Vlotho 2005
27. ↑  Neubau B 611, Bezirksregierung Detmold（2013年9月22日 閲覧）
28. ↑  Kommunalprofil Vlotho, Stadt（2013年9月22日 閲覧）